# El limpiaparabrisas
El limpiaparabrisas (The Windshield Wiper) es una película cortometraje de animación hispano-estadounidense, del año 2021, dirigida y coproducida por Alberto Mielgo, junto a Leo Sánchez. El cortometraje se estrenó durante el Festival de Cine de Cannes de 2021, en la Quincena de Realizadores, y ganó el premio al mejor cortometraje de animación en la 94.ª edición de los Premios de la Academia, siendo el primer cortometraje español que obtiene este galardón.

## Argumento
Dentro de un pequeño café, mientras fuma un paquete completo de cigarrillos, un hombre plantea una pregunta ambiciosa: "¿Qué es el amor?". En ese momento, una gran colección de viñetas y situaciones llevarán al hombre a la conclusión deseada.

## Premios
Desde su lanzamiento, la película ha sido seleccionada en varios festivales alrededor del mundo: 
| Premio | Edición                                      | Categoría                       | Resultado | Ref(s)             |
| ------ | -------------------------------------------- | ------------------------------- | --------- | ------------------ |
| 2021   | Festival de Cannes                           | Directors' Fortnight            | Nominado  | [ 5 ] [ 6 ]        |
| 2021   | Festival internacional de cine de Valladolid | Mejor cortometraje              | Nominado  | [ 7 ]              |
| 2021   | Premios Óscar                                | Mejor cortometraje de animación | Ganador   | [ 8 ] [ 9 ] [ 10 ] |